# Mariana Savka
Pour les articles homonymes, voir Savka.
 (septembre 2024).
La mise en forme du texte ne suit pas les recommandations de Wikipédia : il faut le « wikifier ».
Les points d'amélioration suivants sont les cas les plus fréquents :
- Les titres sont pré-formatés par le logiciel. Ils ne sont ni en capitales, ni en gras.
- Le texte ne doit pas être écrit en capitales (les noms de famille non plus), ni en gras, ni en italique, ni en « petit »…
- Le gras n'est utilisé que pour surligner le titre de l'article dans l'introduction, une seule fois.
- L'italique est rarement utilisé : mots en langue étrangère, titres d'œuvres, noms de bateaux, etc.
- Les citations ne sont pas en italique mais en corps de texte normal. Elles sont entourées par des guillemets français : « et ».
- Les listes à puces sont à éviter, des paragraphes rédigés étant largement préférés. Les tableaux sont à réserver à la présentation de données structurées (résultats, etc.).
- Les appels de note de bas de page (petits chiffres en exposant, introduits par l'outil «  Source ») sont à placer entre la fin de phrase et le point final[comme ça].
- Les liens internes (vers d'autres articles de Wikipédia) sont à choisir avec parcimonie. Créez des liens vers des articles approfondissant le sujet. Les termes génériques sans rapport avec le sujet sont à éviter, ainsi que les répétitions de liens vers un même terme.
- Les liens externes sont à placer uniquement dans une section « Liens externes », à la fin de l'article. Ces liens sont à choisir avec parcimonie suivant les règles définies. Si un lien sert de source à l'article, son insertion dans le texte est à faire par les notes de bas de page.
- La présentation des références doit suivre les conventions bibliographiques. Il est recommandé d'utiliser les modèles {{Ouvrage}}, {{Chapitre}}, {{Article}}, {{Lien web}} et/ou {{Bibliographie}}. Le mode d'édition visuel peut mettre en forme automatiquement les références.
- Insérer une infobox (cadre d'informations à droite) n'est pas obligatoire pour parachever la mise en page.

Pour une aide détaillée, merci de consulter Aide:Wikification.
Si vous pensez que ces points ont été résolus, vous pouvez retirer ce bandeau et améliorer la mise en forme d'un autre article.
Mariana Orestivna Savka (en ukrainien : Мар'яна Орестівна Савка), née le 21 février 1973 est une autrice, journaliste et éditrice ukrainienne.

## Biographie
Mariana Savka naît à Kopytchyntsi. Elle a épousé Nikolaï Cheïko. 
Elle est éditrice et rédactrice en chef de Maison d'édition Stary Lev (Видавництва Старого Лева) qui publie des livres en ukrainien, traductions ou non depuis 2001. Elle a édité plus de cent livres depuis l'invasion de l'Ukraine par la Russie. Elle a ouvert une librairie. Le magazine Forbes Ukraine la déclare « une des cinquante femmes leader d'Ukraine » pour 2023.

## Œuvres
- Conte musical Écrivez des lettres à Nicolas, paroles et musique écrites par Maryana Savka[5]

- Mandragore amère (Гірка мандрагора), Maison d'édition Stary Lev, 2002
- Dessins sur pierre (Малюнки на камені), poésie,  Smoloskip, 1998.

## Récompenses
- Prix Bohdan et Levko Lepkykh en 2022[6]
- Le magazine HB place Maryana Savka 81e sur les 100 femmes ukrainiennes qui ont obtenu des résultats impressionnants dans les affaires, la politique, la vie sociale et d'autres domaines importants, comme rédactrice en chef et cofondatrice de la maison d'édition Stary Lev et poètesse[7] en 2021.
- Prix Vassyl-Stous en 2003.